# Moritz Heuberger
Moritz Heuberger (* 11. Februar 1991 in Heidenheim an der Brenz) ist ein deutscher Politiker (Bündnis 90/Die Grünen) und seit 2025 direkt gewähltes Mitglied des Deutschen Bundestages für den Wahlkreis Berlin Tempelhof-Schöneberg. Zuvor war er Kreisvorsitzender von Bündnis 90/Die Grünen Tempelhof-Schöneberg in Berlin und von 2015 bis 2017 Bundessprecher der Grünen Jugend.

## Persönlicher Werdegang
Nach seinem Abitur 2010 am Hellenstein-Gymnasium in Heidenheim an der Brenz studierte Heuberger Politik- und Verwaltungswissenschaft an der Universität Konstanz, der Universität Potsdam sowie der Sorbonne in Paris. Das Studium schloss er im September 2017 mit dem Master in Verwaltungswissenschaften in Potsdam ab. 2022 schloss er seine Dissertation ab (Titel der Arbeit: Die Koordination der digitalen Verwaltung – Erläuterung der Koordinationsherausforderungen bei der digitalen Transformation der öffentlichen Verwaltung im föderalen Kontext) und erhielt von der Universität Potsdam den akademischen Grad Dr. rer. pol. Die Promotion wurde von Professor Sabine Kuhlmann betreut. Seine wissenschaftliche Forschung und seine Publikationen fokussieren sich auf die Verwaltungsdigitalisierung und auf Föderalismusforschung.

## Politischer Werdegang

### Partei "Bündnis 90/Die Grünen"
Heuberger war von 2008 bis 2010 Sprecher der Grünen Jugend Heidenheim und von 2013 bis 2014 Beisitzer und Pressesprecher im Landesvorstand der Grünen Jugend Baden-Württemberg. Von 2011 bis 2012 war Heuberger Mitglied im Studierendenparlament und im AStA der Universität Konstanz. Von 2014 bis 2017 war er Mitglied des Bundesvorstands der Grünen Jugend, zunächst als Internationaler Sekretär. 2015 wurde Heuberger auf dem 45. Bundeskongress zum Sprecher des Bundesverbands gewählt und hatte dieses Amt bis zum 28. Oktober 2017 inne.
Im April 2019 wurde Heuberger zunächst stellvertretender Sprecher, ab April 2021 Sprecher der Bundesarbeitsgemeinschaft Wirtschaft und Finanzen (bis 2023). Seit Oktober 2022 ist er Vorsitzender des Kreisverbands Tempelhof-Schöneberg in Berlin. 

### Deutscher Bundestag
Am 12. Oktober 2024 wurde er als Direktkandidat von Bündnis 90/Die Grünen für den Wahlkreis 80 für die Wahl zum Deutschen Bundestag aufgestellt. Am 23. Februar 2025 gewann er das Direktmandat mit 66 Stimmen Vorsprung vor dem Kandidaten der CDU Jan-Marco Luczak.
Im 21. Deutschen Bundestag ist Heuberger ordentliches Mitglied im Finanzausschuss und im Ausschuss für Digitales und Staatsmodernisierung. Außerdem ist er Schriftführer.
Seine Schwerpunkte sind unter anderem Sozial- und Wirtschaftspolitik sowie Umweltpolitik.